# Distrikt Santiago de Tuna
Der Distrikt Santiago de Tuna liegt in der Provinz Huarochirí der Region Lima im zentralen Westen von Peru. Der Distrikt wurde am 31. Dezember 1943 gegründet. Er hat eine Fläche von 54,25 km². Beim Zensus 2017 lebten 411 Einwohner im Distrikt. Im Jahr 1993 lag die Einwohnerzahl bei 498, im Jahr 2007 bei 666. Die Distriktverwaltung befindet sich in der 2902 m hoch gelegenen Ortschaft Santiago de Tuna mit 322 Einwohnern (Stand 2017).

## Geographische Lage
Der Distrikt Santiago de Tuna befindet sich im zentralen Westen der Provinz Huarochirí. Er liegt an der Westflanke der peruanischen Westkordillere. Der Distrikt erstreckt sich über einen Höhenrücken, der zwischen dem Río Rímac im Norden und dem Río Lurín im Süden verläuft.
Der Distrikt Santiago de Tuna grenzt im Norden an die Distrikte Santa Cruz de Cocachacra und San Bartolomé, im Osten an den Distrikt  San Andrés de Tupicocha sowie im Süden und Westen an den Distrikt Antioquía.